# Sant Jaume de Torroja del Priorat
Sant Miquel Arcàngel de Torroja del Priorat és una església barroca del municipi de Torroja del Priorat (Priorat) protegida com a bé cultural d'interès local.

## Descripció

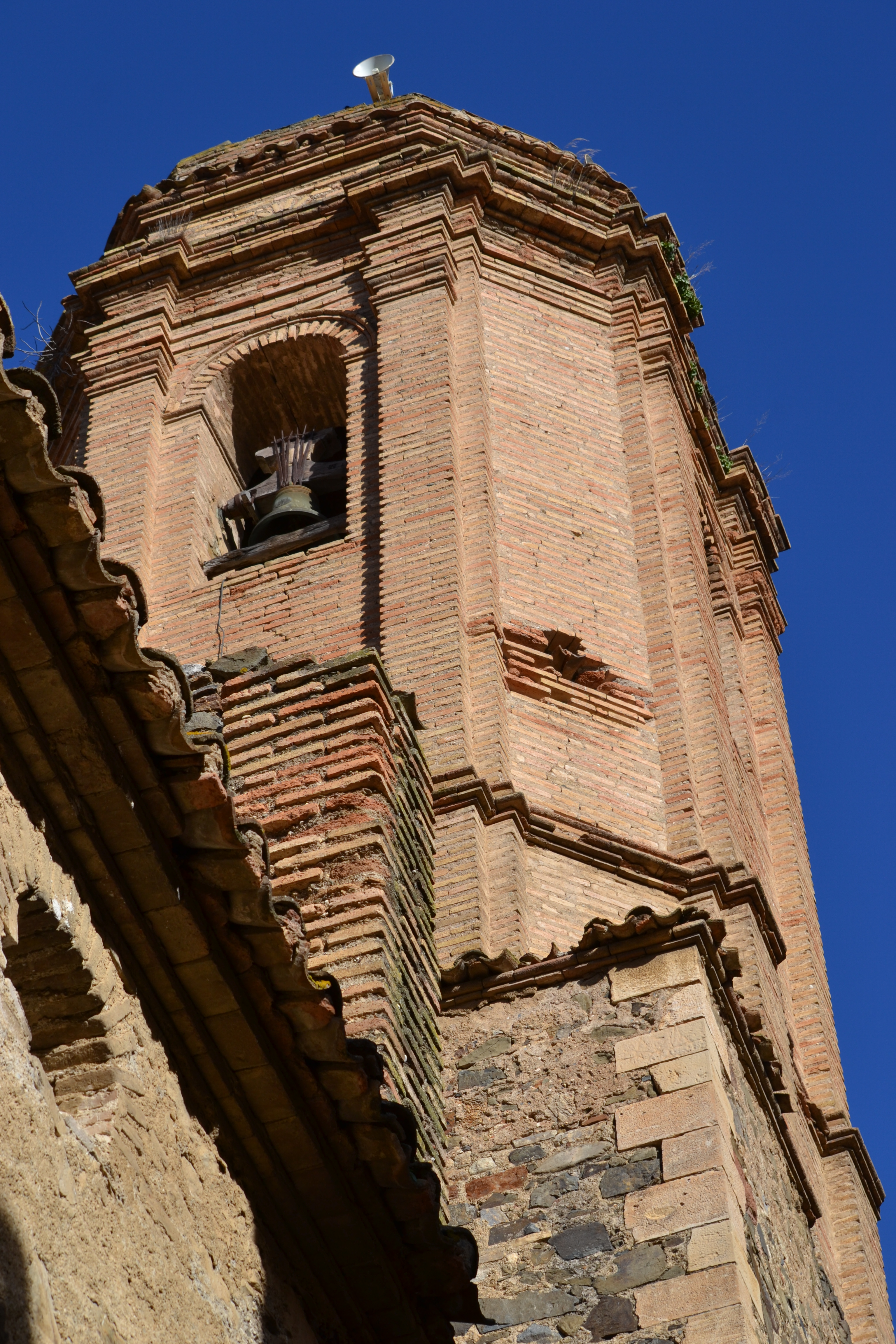
Campanar de l'església

Edifici de paredat, de planta rectangular, amb tres naus sense creuer i amb absis poligonal, cobert per una teulada a dues vessants. Té campanar als peus, d'obra vista i planta octogonal. La façana és arrebossada i presenta un ull de bou, una finestrella i una portalada decorada, en arc de mig punt, coronat per una fornícula, buida, i un frontó triangular amb volutes exteriors.
L'interior té quatre trams, amb el cor al primer, i presbiteri així com una petita capella lateral al costat dret, prolongació de la nau lateral. La volta arrenca d'un fris continu i és de mig punt amb llunetes. Les voltes de les naus laterals són d'aresta. Conserva les dues trones i un vitrall del 1890 a l'ull de bou, així com un orgue en funcionament (de 1799, obra de l'orguener occità Joan Pèire Cavallé) que ha arribat gairebé en la seva forma original.

## Història
L'actual església fou aixecada entre 1766 i 1767, dedicada a Sant Miquel Arcàngel i inaugurada el dia de Sant Miquel de 1767. Fou dotada de bons altars i retaules, gairebé tots barrocs, excepció feta d'alguns anteriors d'estil renaixentista que eren aprofitats de l'antiga església, tots ells destruïts el 1936. L'orgue fou salvat i restaurat fa uns anys.